# Amy Levy
Amy Levy (Clapham (periferia de Londres), 10 de noviembre de 1861 – Londres, 10 de septiembre de 1889) fue una escritora británica judía conocida por sus ensayos, poemas y novelas. Empezó su tarea a los 13 años, con poemas y algunas primeras obras narrativas. Pasó por instituciones de renombre como Brighton School y Cambridge University durante sus estudios para finalmente dedicarse profesionalmente a la escritura. Se codeó con personajes importantes como Oscar Wilde o Eleanor Marx. En 1889 se suicidó, poco antes de su última publicación Miss Meredith.

## Biografía

### Infancia
Amy Levy nació el 10 de noviembre de 1861 en Clapham. Pertenecía a una familia judía de clase media, 3 años después de que los judíos británicos consiguieran plenos derechos civiles. Segunda de 7 hermanos, era 1 año menor que su hermana Katie (con la cual mantuvo durante toda su vida una estrecha relación) y 13 mayor que el último de sus hermanos, David. Los Levy eran intelectuales e igualitarios, y se consideraban tanto ingleses como parte de la comunidad semita.
De adolescentes, Amy y Katie crearon revistas con narraciones, poemas e ilustraciones similares a las sagas Gondal y Angria de las hermanas Brönte. A la edad de 13 años, Amy reseñó el poema feminista Aurora Leigh de Elizabeth Barrett Browning, y a los 14, publicó un ensayo sobre el bíblico David que refleja su temprana consciencia judía y femenina.
Siempre se sintió acomplejada por sus rasgos hebreos y la tez de su piel. Por otro lado, su liberal familia tampoco era aceptada por su propia comunidad religiosa. A todo esto hay que añadir que pronto se consideró lesbiana, algo aún más denostado entre judíos.

### Brighton School y Cambridge
A los 15 años entró en Brighton High School, mientras la mayoría de las mujeres de su edad abandonaban sus estudios para buscar marido. La directora del centro había sido una de las cinco primeras mujeres licenciadas en Cambridge. Debido a su carácter independiente, intelectual y moderno, supuso un modelo para Amy; la cual la amó en secreto.
Durante esa etapa sufrió depresiones (que serían frecuentes a lo largo de toda su vida) y fue objeto de antisemitismo. Estos hechos, junto con su homosexualidad y su condición de intelectual femenina, hicieron que Amy fuera consciente tempranamente de su triple marginalidad.
Publicó una larga carta sobre la importancia del trabajo remunerado para las mujeres; y en 1879, obtuvo las altas calificaciones necesarias para poder estudiar en la Universidad de Cambridge (que en 1872 había suprimido el cuestionario religioso que dificultaba el acceso a los judíos). Fue la segunda mujer judía que estudió en esa universidad. Allí entabló amistad con mujeres como Constance Black y su hermana Clementina Black, líder sindical feminista, novelista y mejor amiga de Amy durante el resto de su vida. A pesar de su timidez, fue capaz de compaginar sus estudios de Lenguas Clásicas y Modernas con diversas actividades sociales. Escribió numerosos poemas y leyó a Swinburne, Robert Browning, Shelley, Shakespeare, Goethe y Heine; así como a sus novelistas predilectos Elizabeth Gaskell, Charlotte Brontë, Goethe, George Eliot, William Makepeace Thackeray y Henry James.

### Escritora
En 1881, Amy dejó la Universidad. En sus cartas se podía apreciar su alta autoestima y buen estado de ánimo; del mismo modo que se vislumbra su inestabilidad emocional debido a las dificultades que suponía ser mujer en Cambridge. Gracias a su biografía Amy Levy: her life and letters, escrita por Linda Hunt, se sabe que la decisión de abandonar Cambridge fue tras el éxito de su primer poemario publicado, Xantippe and Other Verse, momento en el que optó por ser escritora profesional.
Ese otoño, con 20 años, comenzó un viaje por Europa que le aportaría diversas experiencias vitales. En Dresde Amy escribió varios poemas, esbozó una novela que dejó inacabada y siguió estudiando por su cuenta. Además, dio clases de inglés a varios muchachos, ya que no quería ser un lastre para su familia (cuya economía flaqueaba) y deseaba ser autosuficiente.
En 1882, Amy volvió a Londres (lugar en el que pasó la mayor parte del año 1883 escribiendo), y regresó a Dresde a finales de 1883, donde terminó A Minor Poet, poemario centrado en los temas de la muerte y el suicidio; que reúne sus mejores versos escritos tras abandonar Cambridge. A principios de 1884, Amy regresó a Londres. En agosto se marchó a Alsacia y luego, a Baden. Volvió a Inglaterra a finales de 1884 o principios de 1885, cuando empezó a vivir de sus poemas y cuentos publicados en la revista London Society (pese a llevar una vida independiente, Amy residía en casa de sus padres cuando estaba en Londres).

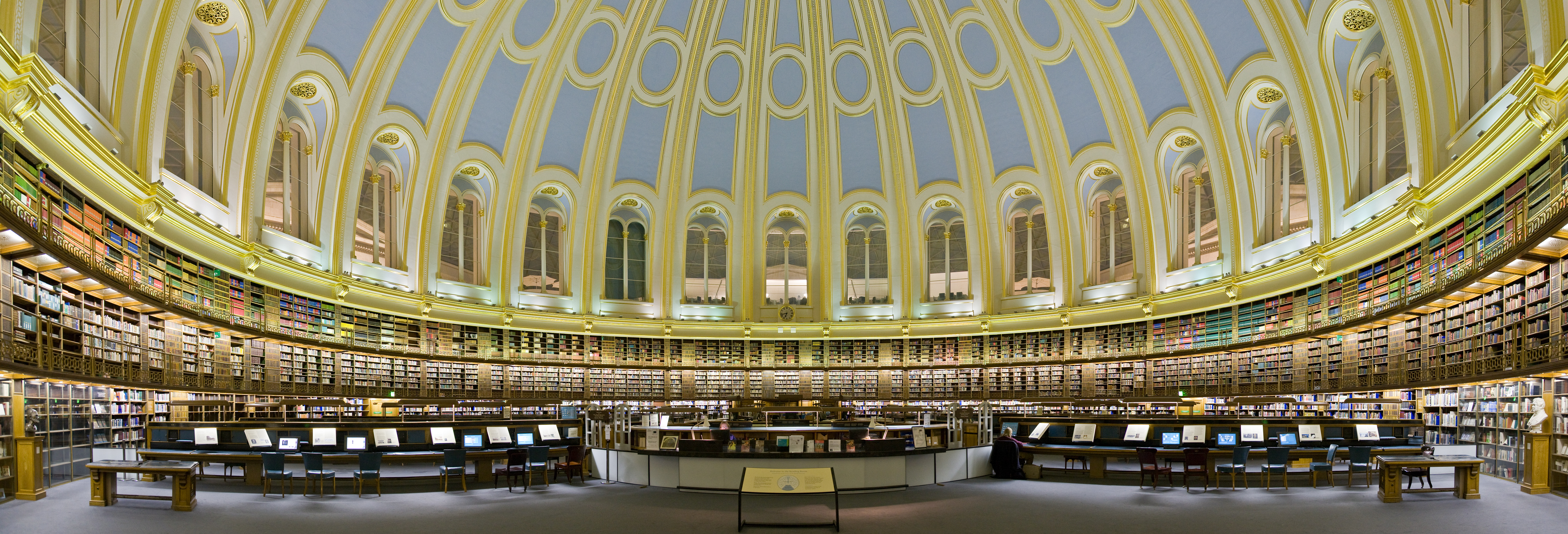
Biblioteca del British Museum

A partir de agosto de 1885, comenzó a estudiar y escribir en la biblioteca del Museo Británico, tras mudarse con su familia al barrio cercano de Bloomsbury. En ella conoció a personas fundamentales para su formación, tales como la escritora, traductora y activista socialista y feminista Eleanor Marx (hija menor de Karl Marx), la escritora sudafricana Olive Schreiner, la periodista y activista por los derechos de la clase obrera Margaret Harkness, la autora de cuentos infantiles Beatrix Potter y la poeta Dollie Maitland (Radford, tras casarse con el escritor Ernest Radford). Elenanor y Amy se hicieron amigas íntimas mientras realizaban traducciones al inglés de textos de diversa índole. Influida por esta, Eleanor fue el único miembro de la familia Marx que reivindicó su origen judío. Sin embargo, Amy no compartía las ideas socialistas de su amiga; pero sí la tendencia a la depresión. Eleanor intentó suicidarse en 1887 y acabaría haciéndolo en 1898.
A finales de 1885, ingresó en un club en que se debatía sobre arte y literatura, formado tanto por hombres como por mujeres. Por aquel entonces, comenzó a sufrir sordera; lo cual provocó que su estado de ánimo decayera. Esto se refleja muy bien en las cartas que enviaba, sobre todo a su hermana Katie.
Pasó el resto del año en Londres. Tras la boda de su hermana en otoño, sufrió una depresión de la que se recuperó en Cornualles.
Florencia
Ella y Clementina Black pasaron el invierno y la primavera de 1886 en Florencia (donde ya habían estado en 1881 mientras Amy se recuperaba de otra depresión). Allí, dando un gran paso hacia la aceptación de su origen, publicó un artículo sobre el gueto judío de Florencia en el que, además de empatizar con sus habitantes, criticaba la que hasta entonces había sido su visión de la cultura y la religión hebreas. Además, conoció a la escritora Violet Page, quien, sabiendo que «nadie la tomaría en serio con su nombre de mujer», usaba el seudónimo masculino Vernon Lee. En ese momento, Lee ya había publicado varios libros sobre arte italiano y dos novelas; era amiga de Henry James, Oscar Wilde, Robert Browning, William Morris y Walter Pater y, desde otoño de 1880, era pareja de la poeta y novelista Agnes Mary Robinson, en cuya casa vivía Lee cuando iba a Londres, y viceversa. Amy se enamoró de Lee ignorando la relación que esta mantenía con Robinson.

### Últimos años
El intenso activismo socialista de Clementina Black, Eleanor Marx y el matrimonio Radford hizo que Amy se distanciara de ellas y se acercase más a Lee. En invierno de 1886, tres de las hermanas Black alquilaron un apartamento londinense, donde residían, trabajaban y acogían militantes socialistas y anarquistas. Amy acudía allí y se basó en él para escribir su novela The Romance of a Shop.
En 1887, su padre y su tío se arruinaron económicamente. No obstante, la mayor tragedia para la familia fue la muerte del hermano menor de Amy, Alfred, a causa de sífilis. Entre 1886 y 1888, tuvo unos años de relativo bienestar mental gracias a su amistad con Lee, como muestra en alguna de sus cartas.
En otoño de 1888, en Florencia, se publicó The Romance of a Shop, su primera novela; la cual tuvo cierto éxito de crítica y ventas. A pesar de estas buenas noticias, su estancia fue amarga. «Solo espero saber que he jugado mi última baza, y que he perdido», escribió en su diario. Amy estaba enamorada de Dororthy Blomfield; pero abandonó toda esperanza con ella, adelantándose así a su probable rechazo.
En enero de 1889, partió de Italia a París, donde supo que se había publicado su novela Reuben Sachs. Esto facilitó que, tras su llegada a Londres, pudiese conocer a célebres como Oscar Wilde, el novelista Thomas Hardy y el poeta W.B. Yeats. Sin embargo, su libro también fue objeto de duras críticas que hicieron mella en Amy. Su estado de ánimo comenzaría a decaer poco después. Ese año fue de mucho trabajo e intensa vida social: escribió su tercera novela, Miss Meredith (sobre una preceptora inglesa en casa de sus aristócratas toscanos) en solo seis semanas y visitó frecuentemente a sus hermanas, a Clementina Black y viejas amigas judías. Pese a todo ello, cada vez estaba más decaída. Amy publicó Cohen of Trinity y cuatro novelas más; todas muy tristes. Mientras tanto, su sordera avanzaba.
En agosto, su diario registra su estado depresivo y su reclusión en la casa paterna. Únicamente salió el último día del mes para ir con Olive Schreiner a la costa, a la cual confesó estar «demasiado cerrada en lo personal como para poder recuperarse». El 7 de septiembre cenó con su hermana Katie y un día después escribió lo que sería la última entrada de su diario: «sola en casa todo el día».
Amy se suicidó el 10 de septiembre inhalando monóxido de carbono del brasero de su habitación, cuyas ventanas había cerrado. Dejó escrita su voluntad de ser incinerada y de que sus pertenencias se repartiesen entre sus hermanos. A Clementina Black legó sus libros, cartas y manuscritos; así como sus derechos de reproducción.
Los halagos que Oscar Wilde le dedicó tras su muerte «escritora inteligente y deslumbrante», «escribir como ella a los veintisiete años le es dado a muy pocos» no evitó que la obra de Amy Levy permaneciera olvidada durante casi un siglo por la desatención que tradicionalmente han sufrido las autoras tardovictorianas. De hecho, conocemos detalles de su vida gracias a Ella, su hermana menor, que entregó los documentos de Amy a Beth Lask, benefactora de los judíos en Londres en la década de 1920. A Lask le interesaba la historia de las mujeres judías y, según Ella, era la persona idónea para custodiar los papeles de Amy Levy (la Camellia Collection).

## Obra
La obra de Amy es variada y magnífica. Destaca en primer lugar, Balada de la religión y el matrimonio (Ballad of Religion and Marriage), la cual muestra radicales opiniones feministas; y Xantippe y otros versos (Xantippe and Other Verses), en la que habla la esposa de Sócrates, cansada e irritada ante la personalidad de su marido. Otro escrito reseñable es Un poeta menor y otros versos (A Minor Poet and Other Verse) que contiene monólogos revolucionarios para su época.

### Poesía
- A Clementina Black (To Clementina Black)
- A E. (To E.)
- A la muerte (To Death)
- A Lallie -afuera del Museo Británico- (To Lallie -Outside the British Museum-)
- Al amanecer (At dawn)
- Alma mater (Alma Mater)
- A Sylvia (To Sylvia)
- A un poeta muerto (To a Dead Poet)
- A Vernon Lee (To Vernon Lee)
- Balada de un ómnibus (Ballade of an Omnibus)
- Balada de una edición especial (Ballade of a Special Edition)
- Cutiverio (Captivity)
- Cambridge in the Long (Cambridge in the Long)
- Christopher encontrado (Christopher Found)
- Contradicciones (Contradictions)
- Corre hacia la muerte (Run to Death)
- De Ralph a Mary (Ralph to Mary)
- El abedul de Loschwitz (The Birch-Tree at Loschwitz)
- El amigo perdido (The Lost Friend)
- El enfermo y el ruiseñor (Thee Sick Man and the Nightingale)
- El jardín de la aldea (The Village Garden)
- El órgano (The Piano-Organ)
- El primer extra (The First Extra)
- El sueño (The Dream)
- El último juicio (The Last Judgment)
- El viejo poeta (The Old Poet)
- En clave menor (In a minor key)
- En el bosque negro (In the Black Forest)
- En la noche (In the Night)
- En la última milla del camino (In the Mile End Road)
- En la ye griega de mayo (On the Wye in May)
- En septiembre (In september)
- Entre las duchas (Between the Showers)
- En una cena (At a dinner party)
- Epitafio en una encrucijada (A Crossroad Epitaph)
- ¿Es amor? (¿Is it Love?)
- Espiga en la calle (Straw in the Street)
- Filosofía (Philosophy)
- Fuera de la ciudad (Out of Town)
- Ida Grey (Ida Grey)
- Impotencia (Impotens)
- Junio (June)
- Juventud y amor (Youth and Love)
- La casa antigua (The Old House)
- La frontera (Borderland)
- La promesa del dormir (The Promise of Sleep)
- Lohengrin (Lohengrin)
- Londres en julio (London in July)
- Los dos terrores (The Two Terrors)
- Magdalena (Magdalen)
- Nuevo amor, nueva vida (New Love, New Life)
- Poetas de Londres (London Poets)
- Secuela de una reminiscencia (The Sequel to a Reminiscence)
- Sinfonía eroica (Sinfonia Eroica)
- Sobre el umbral (On the Threshold)
- Sobre una persona que ha muerto en el lecho (On a Person Who Died in Bed)
- Soneto (Sonnet)
- Traducido de Geibel (Translated from Geibel)
- Últimas Palabras (Last Words)
- Una endecha (A Dirge)
- Una muchacha griega (A Greek Girl)
- Una reminiscencia (A Reminiscence)
- Un día de marzo en Londres (A March Day in London)
- Un eco de la marea de junio (A June-Tide Echo)
- Un Juego de tenis sobre césped (A Game of Lawn Tennis)
- Un plátano de Londres (A London Plane-Tree)
- Un poeta menor (A Minor Poet)
- Xantippe (Xantippe)

### Novelas
- El romance de una tienda (The Romance of a Shop, 1888) Primera novela de Amy Levy, relata la experiencia de dos hermanas en el mundo de los negocios.
- Reuben Sachs (Reuben Sachs: A Sketch, 1888) Segunda novela de Amy Levy, relata la vida de los judíos en la Londres victoriana.
- Señorita Meredith (Miss Meredith, 1889)

The Romance of a Shop (Historia de una tienda) muestra las llamadas New Women: mujeres de cualquier clase social que, a finales del periodo victoriano (cuando se comienza a cuestionar la sociedad patriarcal y tiene lugar el inicio de la lucha por la igualdad de sexos en Inglaterra), se atreven a sobrepasar los límites del hogar para lograr el acceso a universidades, clubes, negocios y todo tipo de espacios de la esfera pública que hasta aquel entonces habían quedado vetados para ellas. Estas mujeres aspiraban a ser independientes, cultas y a romper con las normas sociales establecidas. En la novela se puede apreciar ese conflicto entre los valores antiguos y los nuevos; así como los obstáculos que se les presentaban y los esfuerzos llevados a cabo para conseguir sus metas.
Las hermanas Lorimer, protagonistas de la novela, encarnan tanto a estas New Women (Gertrude es escritora y promotora de un negocio de fotografía junto a Lucy, la más pragmática de las Lorimer) como a la mujer tradicional (Phyllis y Fanny tienen una mentalidad más conservadora). Un aspecto que refleja muy bien la novela es el ambiente artístico londinense (ya que, gracias el éxito de las hermanas Lorimer, consiguen acceso al mundo ilustrado de la clase media) y el paisaje urbano (abandonan la tranquilidad de Campden Hill, a las afueras de Londres para establecer su negocio y vivienda en una zona más céntrica y urbana de la ciudad).
Oscar Wilde definió la novela como «deslumbrante e inteligente» y Eleanor Marx como una autora «capaz de reflejar en sus narraciones los caracteres psicológicos más desarrollados de la New Woman».
Reuben Sachs narra el romance de Reuben, talentoso joven judío aspirante a político, y su prima Judith Quixano. A través de este escrito, critica la vida de las mujeres jóvenes hebreas, las cuales son educadas para casarse y ser esposas obedientes y sumisas.

### Ensayos
- Balada de la religión y el matrimonio (Ballad of religion and marriage, ensayo feminista)
- Cohen de Trinidad (Cohen of Trinity)
- El gueto de Florencia (The Ghetto at Florence)
- El judío en la ficción (The Jew in Fiction, ensayo sobre los judíos en la narrativa)
- James Thomson: un poeta menor (James Thomson: a minor poet")
- Humor judío (Jewish Humour, ensayo sobre el humor y los judíos)
- La nueva escuela de ficción americana (The New School of American Ficcion)
- Las mujeres judías de clase media de hoy en día (Middle-Class Jewish Women of To-Day)
- Niños judíos (Jewish children)
- Sabio en su generación (Wise in his generation, relato)
- Women and club life

### Antologías
- Xantippe y otros versos (Xantippe and Other Verse, 1881, colección de poemas) Antología que incluye una curiosidad: la esposa de Sócrates revelando algunos secretos incómodos del filósofo.
- Un poeta menor y otros versos (A Minor Poet and Other Verse, 1884, selección de poemas)
- Un plátano en Londres y otros versos (A London Plane-Tree and Other Verse, 1889, antología poética fuertemente influenciada por los simbolistas franceses)

### Traducciones
- Comme quoi Napoléon n'a jamais existe
- Dos traducciones de Jehudah Halevi